# Флохберзький замок
Флохберзький замок (нім. Burg Flochberg) — руїни середньовічного замку в німецькому місті Бопфінген (район Шлоссберг) на сході федеральної землі Баден-Вюртемберг.

## Розташування
Замок побудований на високому пагорбі, складеному з осадових вапнякових порід, на висоті 579 метрів над рівнем моря на околиці Нордлінгерського Рису.

## Історія

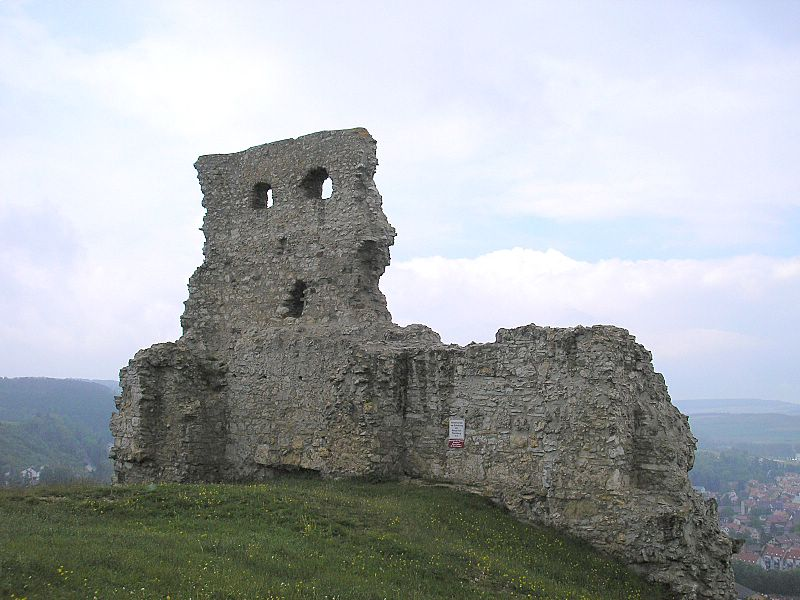
Вид на руїни замку

Замок на горі, а саме Castrum Regis, тобто «королівський замок», зустрічається вперше в датованому 1149/1150 р. листі до короля Конрада III візантійської імператриці Ірини.
У наступне сторіччя ім'я «фон Флохберг» носили найрізноманітніші особи: як міністеріали, так і вільні дворянські сім'ї.
У 1330 році Флохберг був подарований графам фон Еттінген. Король Людвіг IV при цьому дав дозвіл на відновлення укріплень на горі (що побічно свідчить про майбутнє руйнування замку, що стався, ймовірно, в ході конфлікту Людвіга зі своїм двоюрідним братом і австрійським герцогом Фрідріхом).
При Карлі IV в 1347 році Еттінгени отримали замок в заставну власність. Від імені графів замку, надалі фортецею керували фогти.
Під час Шмалькальденскої війни, в замку, перетвореного в фортецю, зупинявся Карл V.
У Тридцятилітній війні Флохберг був зайнятий імперськими військами, та сильно постраждав при подальшому шведському штурмі замку, після чого як оборонна споруда більше не використовувався.
З кінця XVII — початку XVIII ст. у зв'язку з заснуванням, біля підніжжя замкової гори, поселення Шлоссберг (що, власне, перекладається як «Замкова гора»), руїни замку використовувалися як каменоломня, що пояснює загальний сучасний стан всієї споруди, від якого залишилися лише фрагменти колишньої забудови.

## Сучасне використання
Замок знаходиться у власності громади, і відкритий для вільного відвідування.